# Малахово (Новгородская область)
Мала́хово — деревня в Солецком районе Новгородской области России.
Расположена на речке Клиновка, левом притоке Законки — притока Ситни, впадающей в Шелонь, примерно в 106 км (по шоссе) на юго-запад от Великого Новгорода, высота центра селения над уровнем моря — 47 м.
В деревне 14 домов. По центру деревни расположена часовня Илии Пророка.
Известно что раньше на территории деревни проживал барин. Ничего от его дома не осталось. Но в лесу остался его сад и заброшенный пруд.
Рядом с Малахово находится деревня Бараново.

## История
С 2005 года входит в состав муниципального образования Дубровское сельское поселение

## Достопримечательности
В деревне Малахово есть часовня Илии Пророка. Она была построена приблизительно между 1880 и 1900 годами.
Деревянная кубическая часовня под двухскатной крышей. Была приписана к Георгиевской церкви во Вшельском погосте. Использовалась местными жителями в основном для погребальных обрядов. Обветшала. Отремонтирована в 2015. Заново освящена 17 авг. 2016.
Ещё в часовне хранится местночтимая икона Барановская Пятница, принесённая из заброшенной часовни в д. Бараново. Также здесь хранится большой деревянный крест тоже оттуда в соседнем Бараново.

## Население
| 2010 |
| ---- |
| 5    |

## Галерея

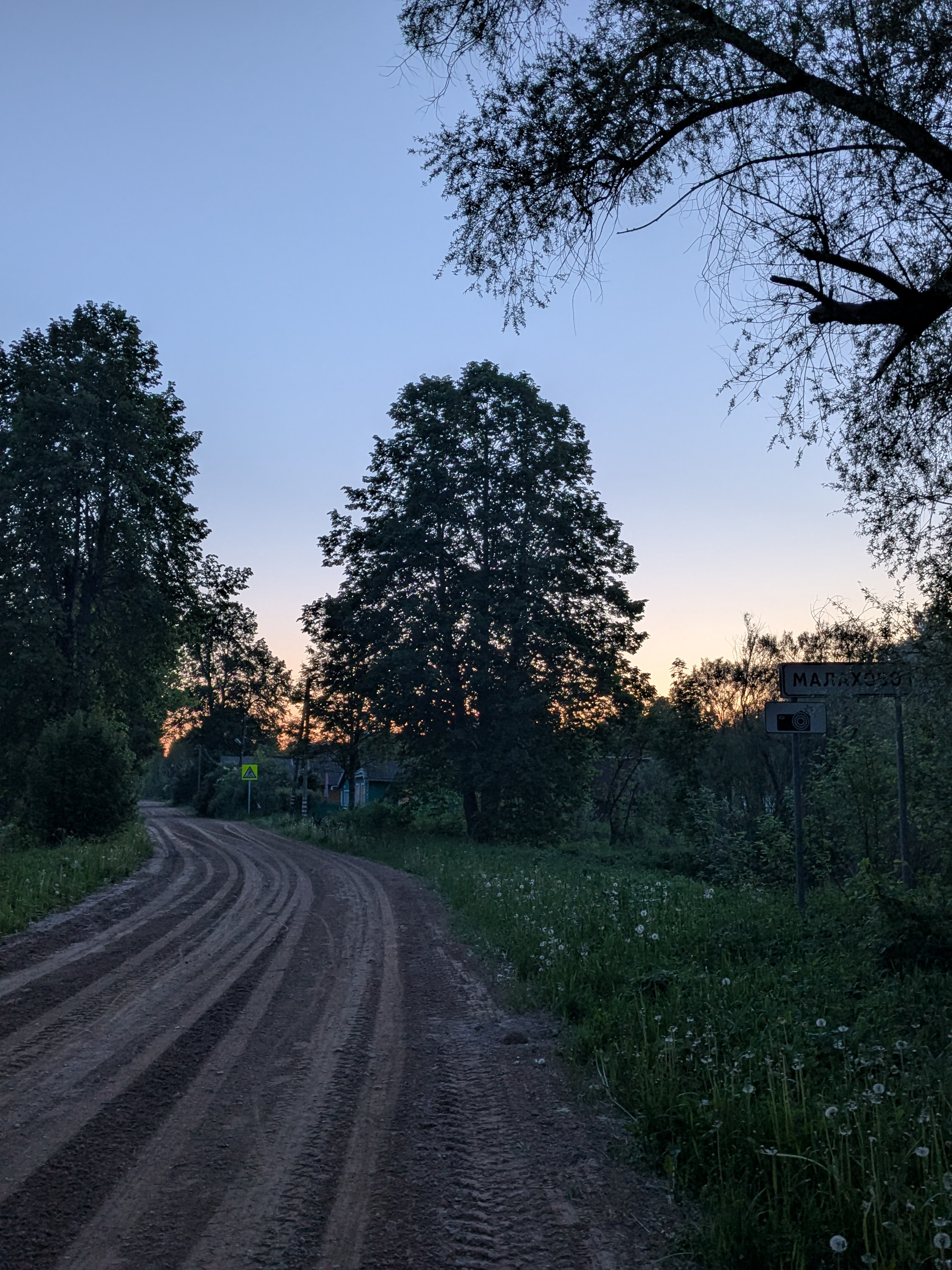
Въезд в деревню
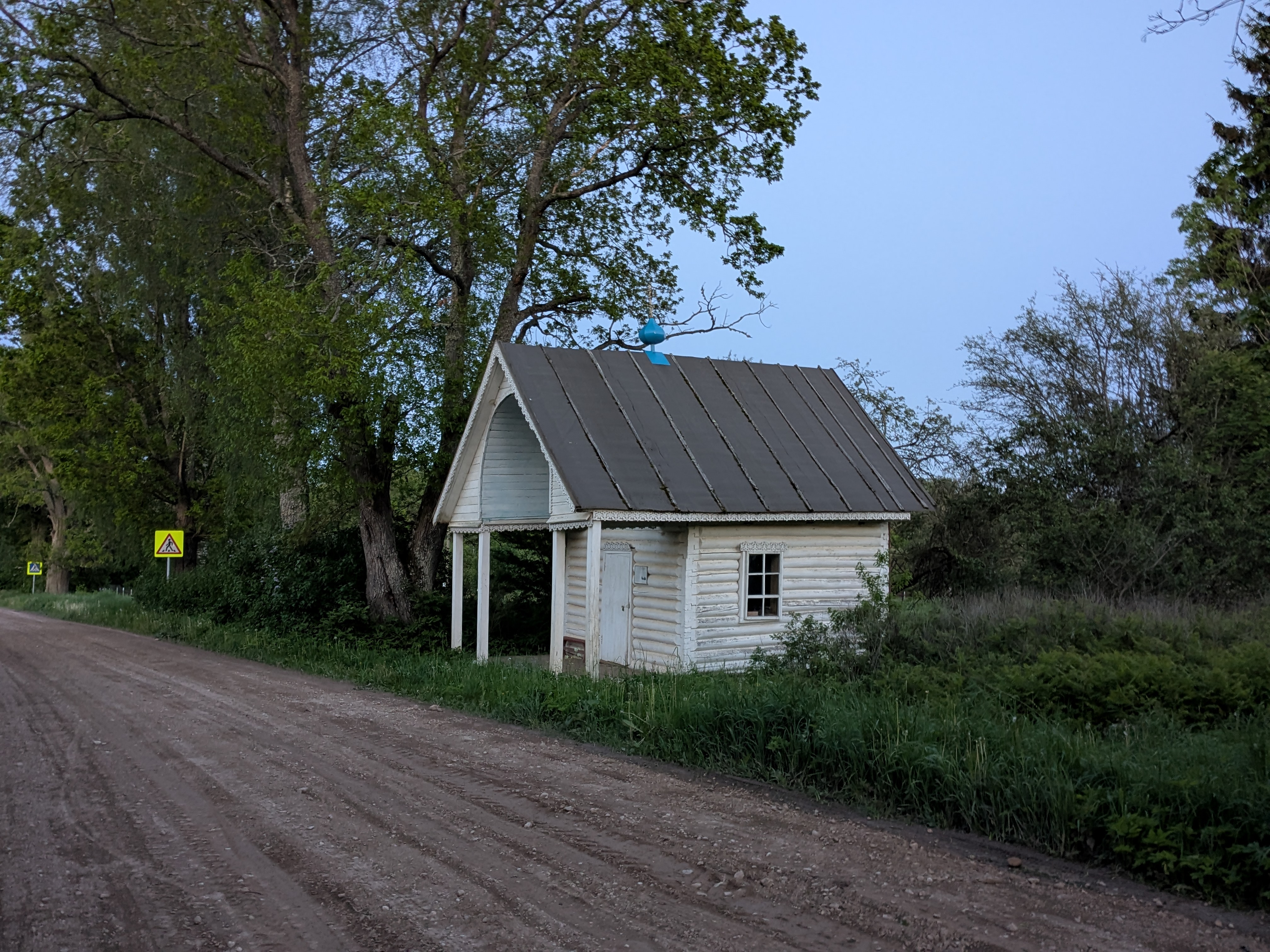
Часовня Илии Пророка. Вид сбоку
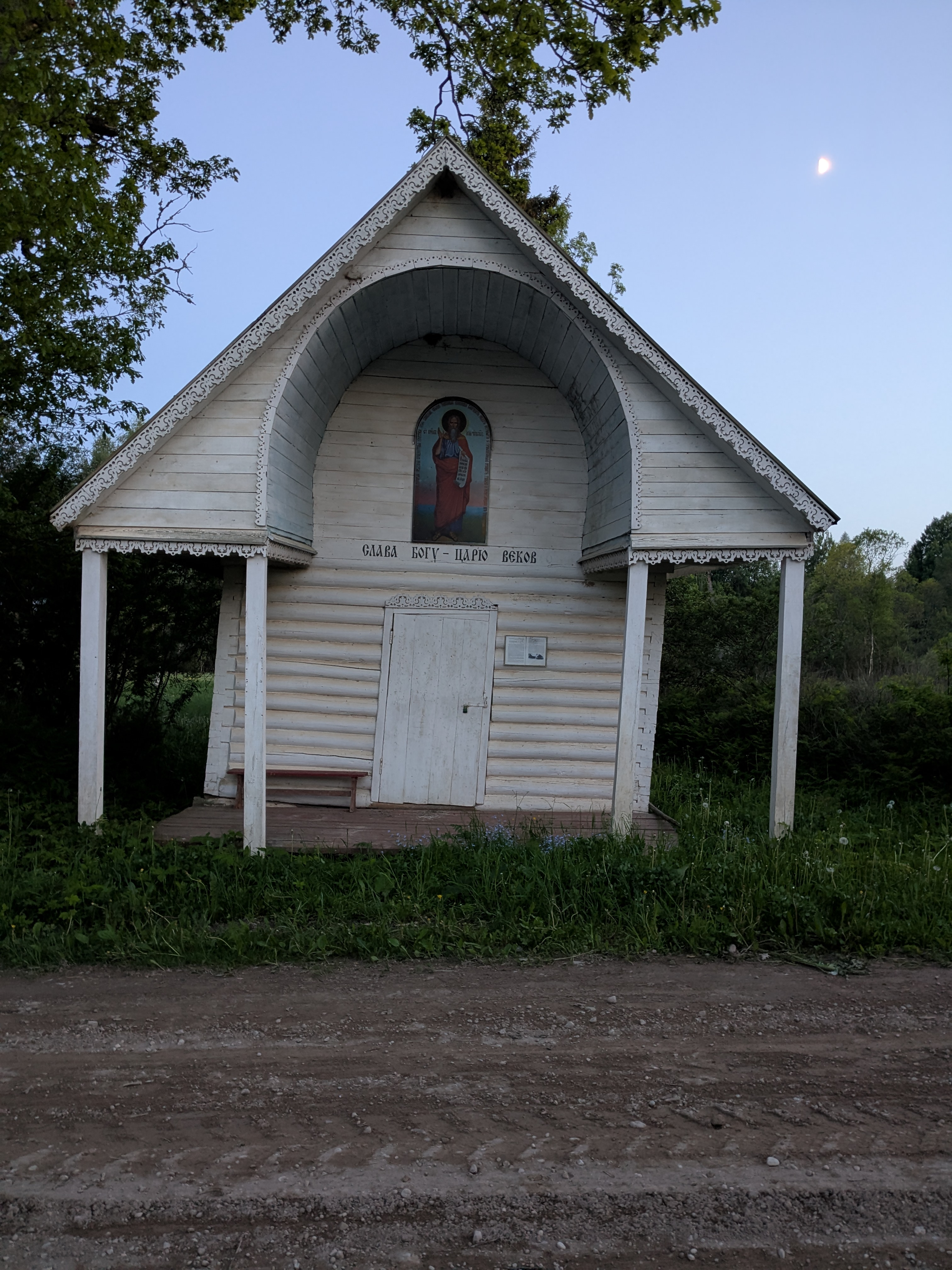
Часовня Илии Пророка. Вид спереди